# Apalharpactes
Apalharpactes é um gênero de aves da família Trogonidae.
As seguintes espécies são reconhecidas:
- Apalharpactes reinwardtii Temminck, 1822)
- Apalharpactes mackloti (Müller, S, 1836)